# Flughafen Ouagadougou

i7
i11
i13
Der Flughafen Ouagadougou (französisch Aéroport international de Ouagadougou, IATA-Code: OUA, ICAO-Code: DFFD) ist der größte Flughafen Burkina Fasos und liegt im Zentrum der Hauptstadt Ouagadougou. Der Flughafen hat ein Terminal, zwei Gates und kann jährlich 500.000 Passagiere abfertigen.

## Allgemein
Der Ouagadougou Airport verfügt über zwei parallele Start- und Landebahnen in Nordost-Südwest-Richtung. Die asphaltierte Hauptbahn 04L/22R ist 3000 Metern lang und ermöglicht landenden Maschinen in Richtung Südwest einen ILS-Anflug der mittleren Kategorie (CAT II). Die mit 1900 Metern Länge kürzere Nebenbahn 04R/22L ist mit dem für Start- und Landebahnen äußerst seltenen Belag Laterit befestigt. Am Flughafen befinden sich mehrere wichtige Einrichtungen, wie etwa ein Postamt, eine Bank und mehrere Restaurants und Cafés. Ein Taxi-Unternehmen transportiert angekommene Passagiere in die Hauptstadt.
Der Flughafen ist groß genug, um eine Boeing 747 aufzunehmen. Bei fünf Parkpositionen können mehrere Flugzeuge gleichzeitig abgefertigt werden. Für Cargo-Maschinen geeignete Abfertigungen können bis zu 100.000 Tonnen Fracht entgegennehmen.

## Fluggesellschaften und Ziele
Der Flughafen Ougadougou bietet eine Vielzahl an Flüge in andere afrikanische Städte, aber auch nach Europa. Die Strecke mit den meisten Flügen ist diejenige nach Niamey. Die Strecke mit den meisten Flügen nach Europa ist diejenige nach Istanbul mit Turkish Airlines (täglich ein Flug). Weiter fliegt Air France regelmäßig nach Paris. Der Flag Carrier Air Burkina verbindet den Flughafen mit mehreren afrikanischen Flughäfen. Ouagadougou wird nicht direkt aus deutschsprachigen Ländern bedient.